# Ekler Gergely
Ekler Gergely (Zalaegerszeg, 1978. szeptember 7. –) magyar politikus, 2020 óta a családokért felelős tárca nélküli miniszter stratégiai államtitkára volt, Áder János, a miniszterelnök javaslatára  2022. április 10-ei hatállyal államtitkári megbízatása alól felmentette.
2022. május 10-től a Köztársasági Elnöki Hivatal hivatalvezetője. 

## Élete
1997 és 2004 között az Eötvös Loránd Tudományegyetem történelem és angol szakos hallgatója, 2005-től 2006-ig a Hallgatói Önkormányzatok Országos Konferenciája elnöke volt. 2007 és 2008 között, az Élet és Tudomány folyóirat neveléstudományi és pszichológiai rovatát szerkesztette, valamint 2007-ben az Oktatási és Kulturális MInisztérium referenseként dolgozott.
2008-tól 2009-ig Universitas Press Felsőoktatás-kutató Műhely kereskedelmi igazgatója, 2009 és 2010 között pedig a Studiorum Consulting Kft. tanácsadója volt, 2010-ben pedig a a Commitment Szolgáltató és Tanácsadó Zrt. vezérigazgatója lett. 2014-ben a GIRO Zrt. szolgáltatásfejlesztési főosztályvezetőjeként, majd 2015-től 2016-ig a Tokaj Borvidék Fejlődéséért Nonprofit Kft. fejlesztési igazgatójaként dolgozott. 2016-ban Camp Europe Felsőörs Oktatási Közhasznú Nonprofit Kft. ügyvezetője és az Új Nemzedék Központ Nonprofit Közhasznú Kft. ügyvezető igazgatója lett, emellett 2017 és 2018 között a KELER Központi Értéktár Zrt. stratégiai és ügyfélkapcsolati igazgatója volt.
2018-tól Novák Katalin család- és ifjúságügyért felelős államtitkár kabinetfőnöke és titkárságvezetője volt, 2020 októberében pedig, miután Novákot családokért felelős tárca nélküli miniszterré nevezték ki, Ekler a családokért felelős tárca nélküli miniszter stratégiai államtitkára lett. Munkáját Novák köztársasági elnökké jelölését követően, 2022. január 1-től Gulyás Gergely MIniszterelnökséget vezető miniszter irányításával végzi.
Angolul és németül beszél. Nős, két gyermek édesapja.